# Герасименко, Анастасия Андреевна
Анастаси́я Андре́евна Герасиме́нко (1907—1980) — советская работница сельского хозяйства, скотница мясного совхоза, Герой Социалистического Труда.

## Биография
Родилась 7 марта 1907 года в селе Валуевка Области Войска Донского, ныне Ремонтненского района Ростовской области.
Окончила 4 класса начальной школы, с одиннадцати лет работала по найму у «кулака», с 1920 года начала трудиться рабочей, а в 1928—1940 годах — мастером на Ростовской табачной фабрике имени Розы Люксембург. С 1940 года работала скотницей мясного совхоза «Приозерский» Астраханской области, за что была удостоена звания Героя Социалистического Труда. Затем снова вернулась в Ростовскую область.
С 1959 года и до ухода на пенсию работала старшим чабаном в совхозе «Семичный» Дубовского района Ростовской области.
Умерла в октябре 1980 года.

## Награды
- Указом Президиума Верховного Совета СССР от 17 сентября 1949 года за получение высокой продуктивности животноводства в 1948 году при выполнении совхозом плана сдачи государству продуктов животноводства и полеводства и плана развития животноводства по всем видам скота Герасименко Анастасии Андреевне, получившей от 42 голов молодняка от 4 до 6-месячного возраста по 1113 граммов суточного привеса в среднем на голову[2], присвоено звание Героя Социалистического Труда с вручением ордена Ленина и золотой медали «Серп и Молот».
- Также награждена медалями.